# Benedikt Bach
Benedikt Bach OCist (* 1. November 1639 in Düren als Johannes Bach; † 26. April 1720 in Marienstatt) war ein deutscher römisch-katholischer Ordenspriester und von 1688 bis 1720 Abt der Abtei Marienstatt.

## Leben
Bach wurde am 1. November 1639 in Düren geboren oder getauft. Er war der Erstgeborene der Eheleute Hermann Bach und Maria Zaudert und hatte zwei Geschwister. Wann er in den Konvent von Marienstatt eintrat, ist nicht bekannt, jedoch ist seine Weihe zum Subdiakon am 2. April 1661 und  zum Diakon 29. März 1664 überliefert. Am 26. Februar 1670 übernahm er die Aufgabe des Cellerars, auch ist nachgewiesen, dass er als Pfarrer in Metternich tätig war. Als Koadjutor und Administrator übernahm er noch vor seiner Wahl die Leitung der Abtei. Am 21. August 1688 wurde er wohl zum Abt gewählt – eine Protestnote des Grafen zu Sayn lässt dies vermuten. Von ihm selbst ist überliefert, dass er am 29. August das Amt antrat. 
Bachs Wirken ist vor allem von seinen wirtschaftlichen Fähigkeiten und Erneuerungen gekennzeichnet. Sein Rechenbuch ist die erste Übersicht über die Besitzungen Marienstatts. Auch für die klösterliche Forstverwaltung erließ er ein Manual: „Abteyliche Instruction fuer einen Waldfoerster“. 
Auch als Bauherr tat er sich hervor: Er ließ Refektorium, Küche und Ostflügel umbauen, legte den heute noch existierenden Mönchsfriedhof neben der Basilika an und ließ 1700 das Brauhaus bauen. Unter Abt Benedikt Bach erhielt die Basilika ihre barocke Ausstattung, von der heute noch die drei Marmoraltäre im südlichen Seitenschiff sowie die Weihwasserbecken im Eingangsbereich erhalten sind. Zudem führte er umfangreiche Bau- und Renovierungsmaßnahmen in der Abtei und den Klosterhöfen durch. 
Bach starb am 26. April 1720, dies ist zumindest am Grabstein vermerkt. Im Diurnale ist der 27. April vermerkt: „obiit Rmus. Abbas Benedictus Bach“, hier geht man von einem Übertragungsfehler aus.